# Фанос Кателаріс
Фанос Кателаріс (грец. Φάνος Κατελάρης, нар. 26 серпня 1996, Нікосія, Кіпр) — кіпрський футболіст, опорний півзахисник бельгійського «Остенде» та національної збірної Кіпру.

## Клубна кар'єра
Фанос Кателаріс є вихованцем клубу «Омонія» з Нікосії. Але свою першу гру на професійному рівні Кателаріс провів, перебуваючи в оренді клубу «Алкі» сезон 2013/14. Після того Кателаріс провів ще один сезон в оренді. Цього разу у клубі Другого дивізіону «Олімпіакос» з Нікосії. З сезону 2016/17 Фанос став повноправним гравцем основи «Омонії».
Другу половину сезону 2019/20 Кателаріс також провів в оренді — в угорському «Залаегерсег».
Згодом протягом 2020–2022 років грав за «Аполлон», після чого перейшов до бельгійського «Остенде».

## Збірна
22 березня 2017 року у матчі проти команди Казахстану Фанос Кателаріс дебютував у складі національної збірної Кіпру.

## Статистика виступів

### Статистика виступів за збірну
Станом на 6 вересня 2022
| Дата       | Місто      | Господарі         | Результат | Гості                | Турнір                               | Голи | Примітки |
| ---------- | ---------- | ----------------- | --------- | -------------------- | ------------------------------------ | ---- | -------- |
| 22-3-2017  | Нікосія    | Кіпр              | 3 – 1     | Казахстан            | товариський матч                     | 1    |          |
| 3-6-2017   | Ешторіл    | Португалія        | 4 – 0     | Кіпр                 | товариський матч                     | -    |          |
| 31-8-2017  | Нікосія    | Кіпр              | 3 – 2     | Боснія і Герцеговина | Відбір до ЧС 2018                    | -    |          |
| 3-9-2017   | Таллінн    | Естонія           | 1 – 0     | Кіпр                 | Відбір до ЧС 2018                    | -    |          |
| 7-10-2017  | Нікосія    | Кіпр              | 1 – 2     | Греція               | Відбір до ЧС 2018                    | -    |          |
| 10-10-2017 | Брюссель   | Бельгія           | 4 – 0     | Кіпр                 | Відбір до ЧС 2018                    | -    |          |
| 23-3-2018  | Нікосія    | Кіпр              | 0 – 0     | Чорногорія           | товариський матч                     | -    | 79'      |
| 20-5-2018  | Амман      | Йорданія          | 3 – 0     | Кіпр                 | товариський матч                     | -    | 45'      |
| 7-10-2020  | Ларнака    | Кіпр              | 1 – 2     | Чехія                | товариський матч                     | -    | 46'      |
| 11-11-2020 | Афіни      | Греція            | 2 – 1     | Кіпр                 | товариський матч                     | -    | 46'      |
| 1-9-2021   | Та-Калі    | Мальта            | 3 – 0     | Кіпр                 | Відбір до ЧС 2022                    | -    | 64'      |
| 4-9-2021   | Нікосія    | Кіпр              | 0 – 2     | Росія                | Відбір до ЧС 2022                    | -    | 90'      |
| 7-9-2021   | Братислава | Словаччина        | 2 – 0     | Кіпр                 | Відбір до ЧС 2022                    | -    |          |
| 2-6-2022   | Ларнака    | Кіпр              | 0 – 2     | Косово               | Ліга націй УЄФА 2022-2023 - 1-й етап | -    | 66'      |
| 5-6-2022   | Ларнака    | Кіпр              | 0 – 0     | Північна Ірландія    | Ліга націй УЄФА 2022-2023 - 1-й етап | -    | 46'      |
| 9-6-2022   | Волос      | Греція            | 3 – 0     | Кіпр                 | Ліга націй УЄФА 2022-2023 - 1-й етап | -    | 46'      |
| 12-6-2022  | Белфаст    | Північна Ірландія | 2 – 2     | Кіпр                 | Ліга націй УЄФА 2022-2023 - 1-й етап | -    | 78'      |
| Усього     |            | Матчів            | 17        |                      | Голів                                | 1    |          |

## Титули і досягнення
- Чемпіон Кіпру (1):

«Аполлон»: 2021-22
- Володар Кубка Кіпру (1):

АЕК: 2024-25